# Volkan Ekici
Volkan Ekici (* 23. März 1991 in Lünen) ist ein deutsch-türkischer Fußballspieler. Er spielt für die Hammer SpVg.

## Karriere
Ekici kam als Sohn türkischer Einwanderer in Lünen auf die Welt und begann hier in der Jugend von Borussia Dortmund mit dem Fußballspielen. Zum Sommer 2010 wechselte er als Profispieler zum türkischen Traditionsverein Beşiktaş Istanbul. Hier spielte er die erste Spielzeit fast ausschließlich für die Reservemannschaft und kam lediglich am letzten Spieltag in einer Erstligabegegnung zu seinem Profidebüt. Die Spielzeit 2011/12 verbrachte er als Leihspieler beim Zweitligisten Kartalspor. Hier wurde er aber ausschließlich in der Reservemannschaft eingesetzt und erreichte mit dieser in der TFF A2 Ligi die Meisterschaft.
Zur Saison 2012/13 wechselte er zum Zweitligisten Göztepe Izmir. Ausschlaggebend an dem Wechsel war die Tatsache, dass die ehemalige Spielerlegende Beşiktaşs, Ali Gültiken, bei Göztepe als Manager tätig ist und von Beşiktaş immer wieder Spieler zu günstigen Konditionen erhält. Bereits zur Winterpause der Saison 2012/13 wurde sein Vertrag in gegenseitigem Einvernehmen wieder aufgelöst. Ekici kehrte im Januar 2013 nach Deutschland zurück und schloss sich der Regionalligareserve des Bundesligisten Fortuna Düsseldorf an. Im Herbst 2013 wechselte er ablösefrei zum Oberligisten SV Rödinghausen. Bei seinem ersten Spiel für den neuen Verein kam er zunächst in der zweiten Mannschaft zum Einsatz, verletzte sich jedoch nach rund 15 Minuten Spielzeit schwer am Knie und fiel die restliche Saison aus. Am Saisonende verließ er Rödinghausen und schloss sich in seiner Geburtsstadt dem Lüner SV an. In der Saison 2015/16 schaffte Ekici mit seinen Lünern den Aufstieg in die Westfalenliga, ehe er den Lüner SV eine Saison später in Richtung Hamm verließ. Dort schloss er sich dem Oberligisten Hammer SpVg an.

## Erfolge
- Kartalspor A2 (Rerservemannschaft):
  - Meisterschaft der TFF A2 Ligi (1): 2011/12